# Insediamento protostorico di Lignan
L'insediamento protostorico di Lignan, noto anche come castelliere di Saint-Barthélémy, è un sito archeologico nel vallone di Saint-Barthélemy, in località Lignan del comune di Nus, in Valle d'Aosta.
È raggiungibile dal sentiero che parte dalla strada regionale 36, tra il borgo di Nus a Lignan.
Nei pressi si trova l'Osservatorio astronomico della Regione Autonoma Valle d'Aosta.

## Storia e descrizione

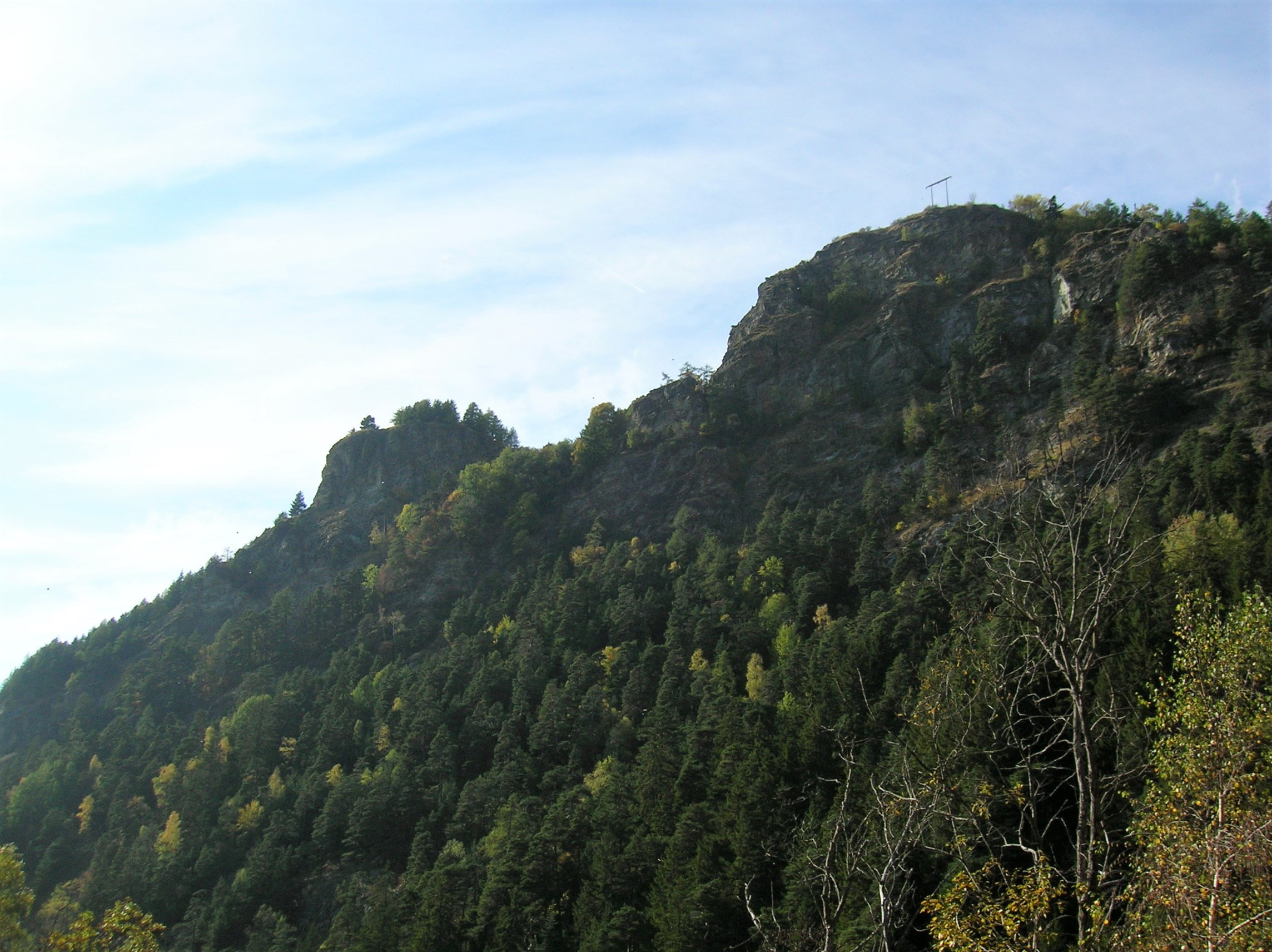
I due promontori su cui si trovano i due castellieri visti dal vallone di Saint Barthélemy: a sinistra quello del castelliere inferiore, a destra quello del castelliere superiore.

La località di Lignan fu definita in epoca medievale tra due castellieri (Lignyan inter duo castellaria): su due promontori a strapiombo sul vallone di Saint-Barthélemy si conservano infatti due insediamenti preromani, uno dei quali entrambi ancora da scavare e datare con certezza. Si tratta di due castellieri di epoca protostorica già oggetto di una prima indagine archeologica.
In particolare, l'insediamento di Lignan è stato scoperto nel 1969 dagli archeologi Rosanna Mollo e Franco Mezzena, che hanno svolto i primi rilevamenti e datato il castelliere superiore come antecedente a quello inferiore.
I due siti preromani, posti in una posizione strategicamente difendibile, sono stati abitati tra il 1200 a.C. e il 900 a.C. circa e sono ascrivibili alla tendenza documentata di insediamenti alpini che si sono spostati dai fondovalle ad altitudini maggiori: al termine di un periodo di relativa stabilità e sicurezza durato fino alla fine dell'età del bronzo nell'Italia settentrionale, si assiste infatti allo spostamento di popolazioni celtiche dalle regioni transalpine verso regioni più meridionali, con conseguente aumento delle necessità difensive.
Questi siti abitativi naturalmente fortificati avevano inoltre il vantaggio di trovarsi in una zona ricca di minerali: a Saint-Barthélemy le tracce storiche dell'uomo sono ben visibili nello sfruttamento della pietra ornamentale (cava di oficalciti a cielo aperto) e del minerale di manganese (braunite, rodocrosite + spessartina). Tuttavia, allo stato attuale delle ricerche non è possibile dimostrare un legame diretto tra le cave e gi insediamenti protostorici di Lignan.
L'insediamento è stato valorizzato tramite segnaletica e un pannello informativo sul promontorio inferiore. 

### Castelliere superiore

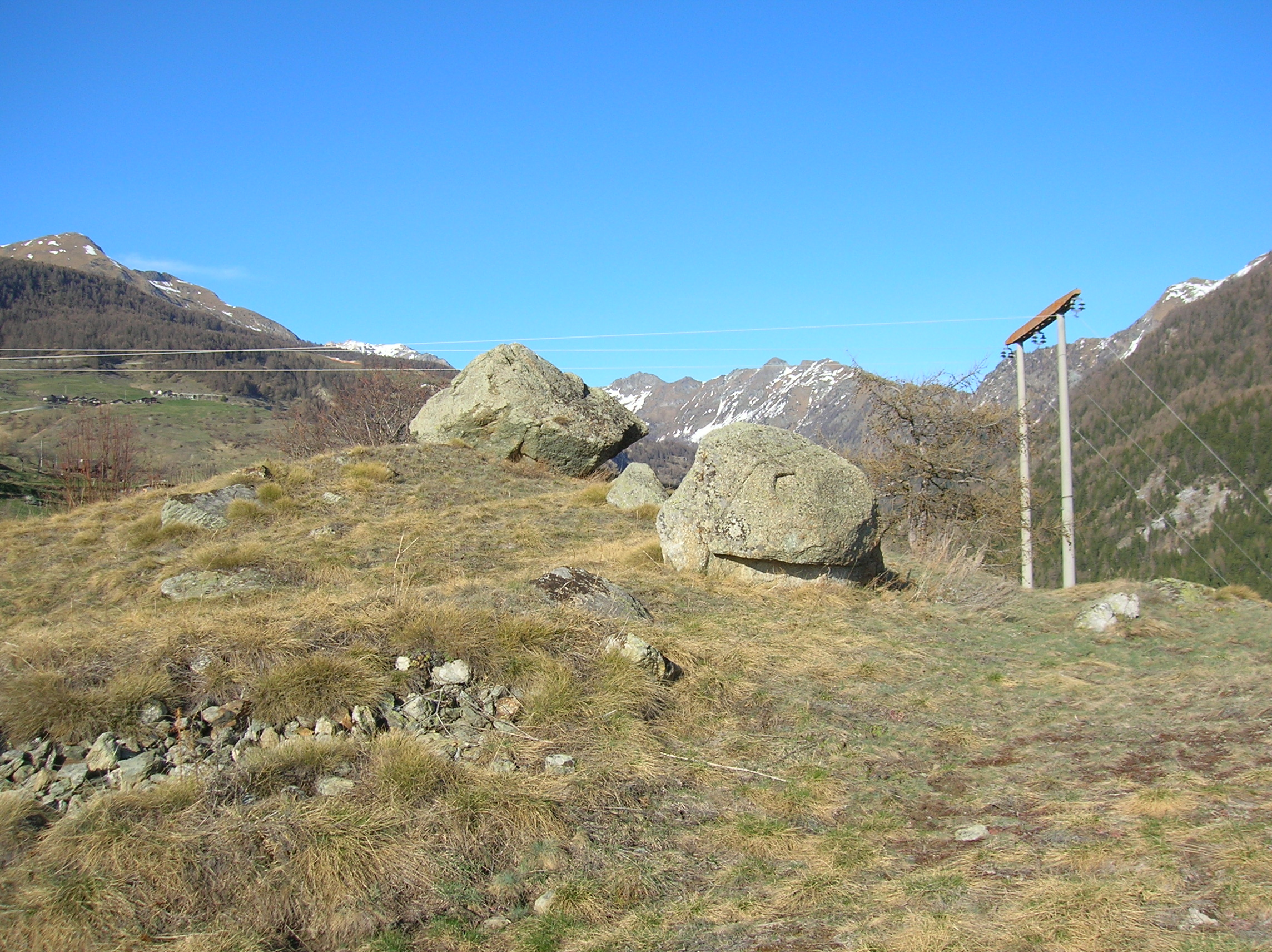
Il castelliere superiore.

Il castelliere superiore, posto a 1575 m s.l.m. e più vicino al villaggio di Lignan, mostra le tracce di capanne dell'età del bronzo, disposte a cerchio intorno a un masso collocato sulla cima del monte, mentre poco distante si trova una roccia con un'incisione rupestre raffigurante una figura in orazione. Gli scavi hanno portato alla luce resti di ceramiche della stessa epoca delle capanne.

### Castelliere inferiore

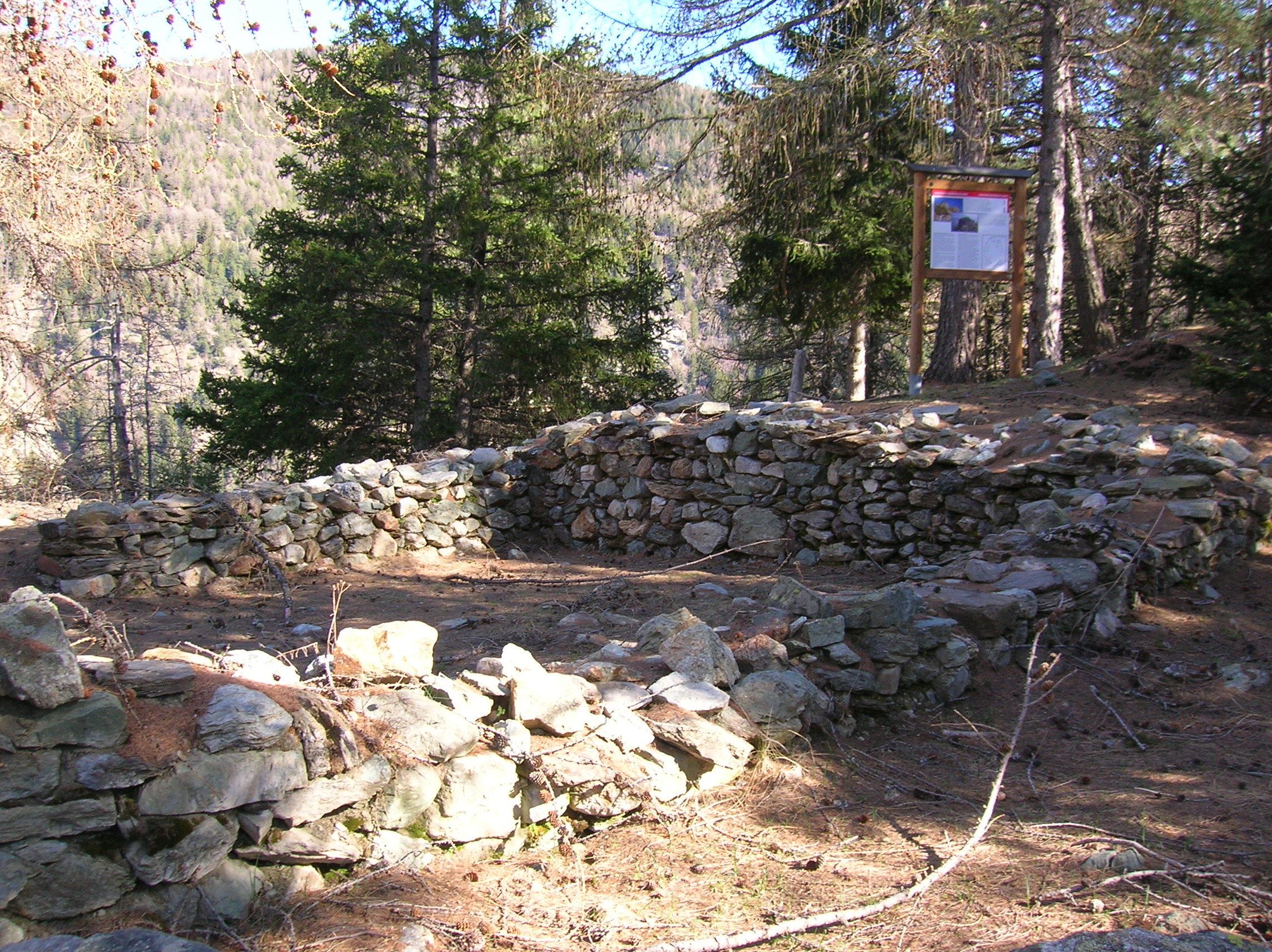
Particolare delle strutture in muratura a secco del castelliere inferiore.

Il castelliere inferiore, posto a 1546 m s.l.m., è più importante: con una cinta muraria all'incirca ellittica di 62 metri di asse maggiore e 36 m di asse minore, si compone di vari edifici disposti a raggera intorno a un edificio a pianta quadrata che si crede sia stato un luogo di culto o riunione. La struttura realizzata a secco aveva un ruolo chiaramente difensivo, dato anche dalla sua posizione strategica, ma non essendo stata indagata approfonditamente potrebbe risalire all'età del bronzo come a quella del ferro o addirittura all'Alto Medioevo.
I ricercatori dell'osservatorio astronomico hanno rilevato inoltre che l'ingresso del castelliere è orientato secondo il punto di levata del sole nel giorno del solstizio d'estate, ad Est-Nord Est, con Azimuth di 75° circa.
Secondo un'ipotesi non confermata, nel castelliere inferiore si potrebbe individuare l'unico esemplare valdostano di templum etrusco.